# لارنس آبرامز
لارنس آبرامز (انگلیسی: Laurence Abrams؛ ۱۴ مهٔ ۱۸۸۹ – ۱۹۶۶) یک بازیکن فوتبال اهل انگلستان بود.

## باشگاهی
از باشگاه‌هایی که در آن بازی کرده‌است می‌توان به باشگاه فوتبال کاردیف سیتی، باشگاه فوتبال چلسی، باشگاه فوتبال استوک‌پورت کانتی، باشگاه فوتبال هارت آف میدلوتیان، و باشگاه فوتبال ساوتپورت اشاره کرد.